# Scott Lambert
Scott Lambert (* 1. Januar 1970) ist ein US-amerikanischer Filmproduzent.
Lambert war als Co-Produzent 1994 an dem Film Four Rooms beteiligt. Von 1994 bis 2008 war er für die William Morris Agency tätig, wo er bekannte Schauspieler wie Scarlett Johansson, Kevin Spacey und Kiefer Sutherland repräsentierte. Danach wechselte er zu Relativity Media, ab 2011 war er für Management 360 im Bereich Management und Produktion tätig. Seit den frühen 2010er Jahren ist er für die Produktionsfirma seiner Frau Alexandra Milchan, Emjag Productions, tätig.
Für die Arbeit an Tár wurden er, Alexandra Milchan und Todd Field, der den Film auch inszenierte, für den Oscar in der Kategorie Bester Film nominiert. Hinzu kamen weitere Nominierungen für diverse Filmpreise.

## Filmografie (Auswahl)
- 2013: Paranoia – Riskantes Spiel (Paranoia)
- 2019: The Silence
- 2019: The Ship – Das Böse lauert unter der Oberfläche (Mary)
- 2022: Tár